# Werner Zachow
Werner Zachow (* 25. Mai 1944) ist ein ehemaliger Funktionär der CDU in der DDR. Er war Vorsitzender des Bezirksvorstandes Frankfurt (Oder) der CDU.

## Leben
Zachow erlernte den Beruf des Augenoptikers. Er wurde 1970 Mitglied der CDU und war zunächst in der Industrie und in wirtschaftsleitenden Funktionen tätig. Nach einem Studium zum Staatswissenschaftler übernahm er die Funktion eines Mitglieds des Rates für Örtliche Versorgungswirtschaft des Kreises Neuruppin. Durch ein Fernstudium qualifizierte er sich zum Diplomstaatswissenschaftler und leistete Militärdienst in der Nationalen Volksarmee. Ab 1977 gehörte Zachow dem Sekretariat des Bezirksvorstandes der CDU Potsdam an. Von 1978 bis 1984 war er stellvertretender Vorsitzender des Bezirksvorstands der CDU Potsdam. Am 16. Februar 1984 wurde er zum Vorsitzenden des Bezirksvorstandes Frankfurt (Oder) der CDU und auf dem 16. Parteitag am 16. Oktober 1987 in den Hauptvorstand der CDU gewählt. Im November 1989 wurde er von Herbert Schirmer abgelöst.

## Auszeichnungen
- Verdienstmedaille der DDR
- Johann-Gottfried-Herder-Medaille in Silber
- Otto-Nuschke-Ehrenzeichen in Bronze und in Silber (1987)